# Französische Hundsrauke
Die Französische Hundsrauke (Erucastrum gallicum), auch Französische Rampe genannt, ist eine Pflanzenart aus der Gattung der Hundsrauken (Erucastrum) innerhalb der Familie der Kreuzblütler (Brassicaceae).

## Beschreibung

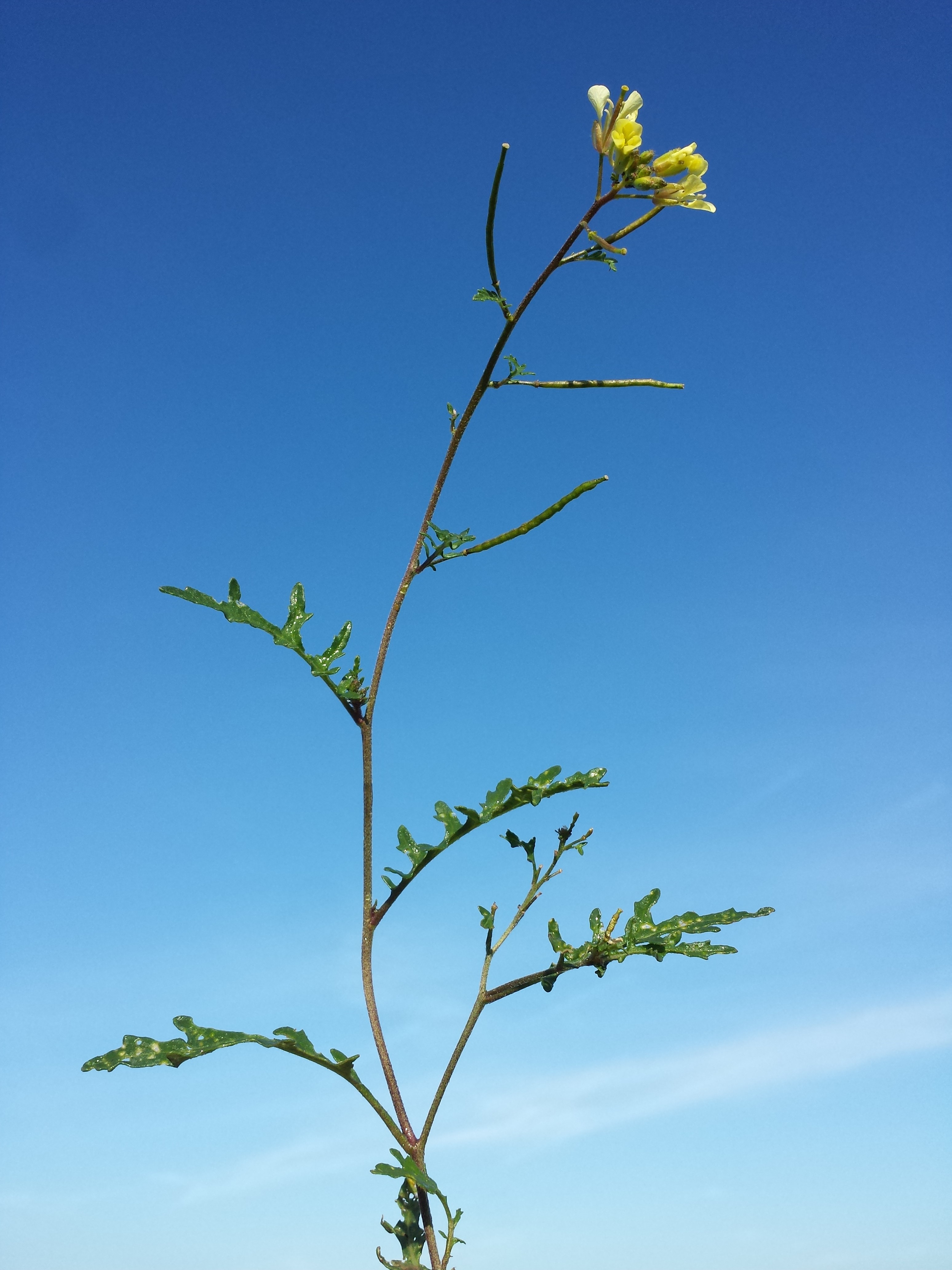
Blütenstand: die Früchte weisen Deckblätter auf

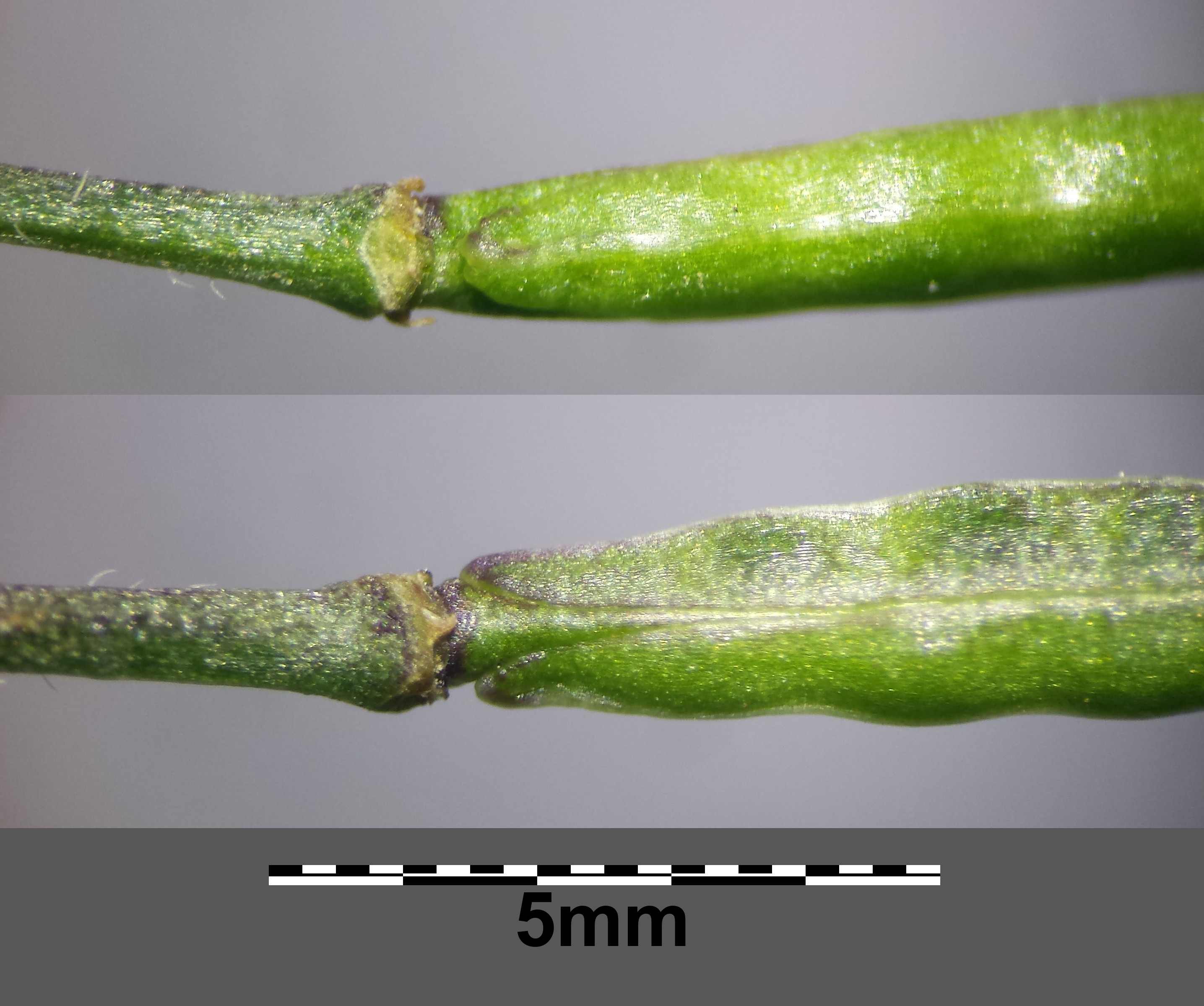
Die Frucht ist über dem Blütenboden nicht gestielt

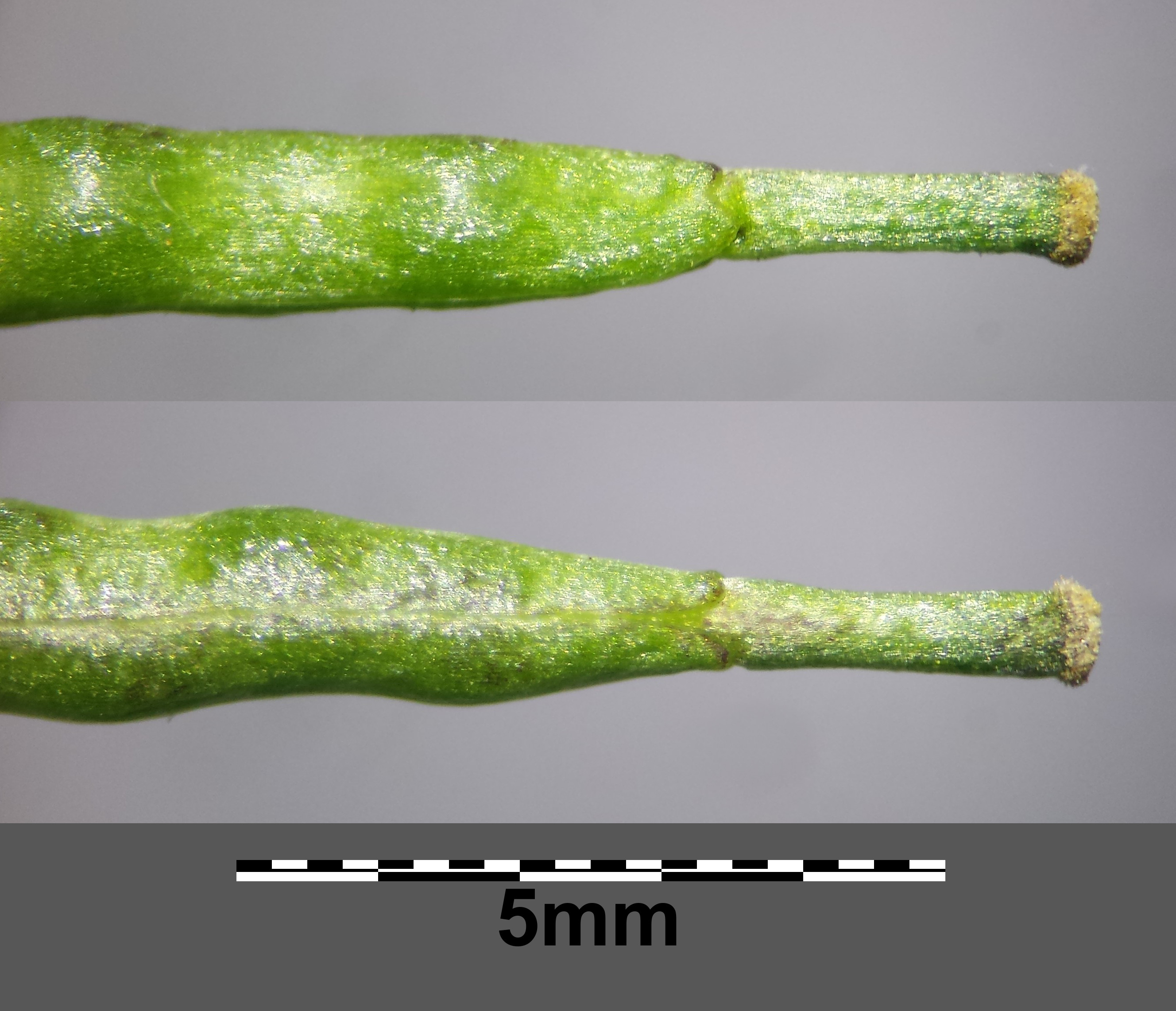
Der Schnabel ist schmal-walzlich und von der Frucht deutlich abgesetzt

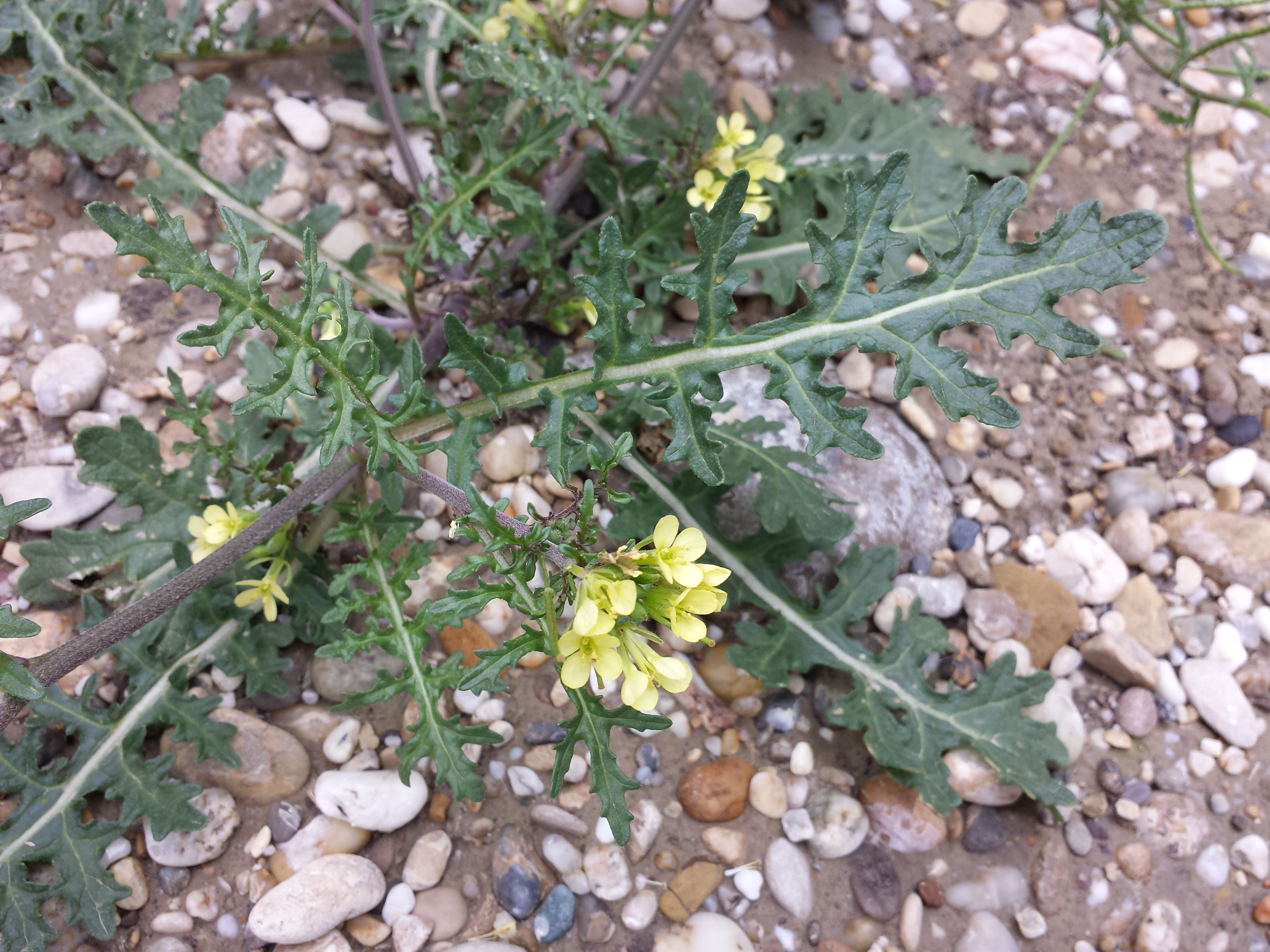
Französische Hundsrauke von oben

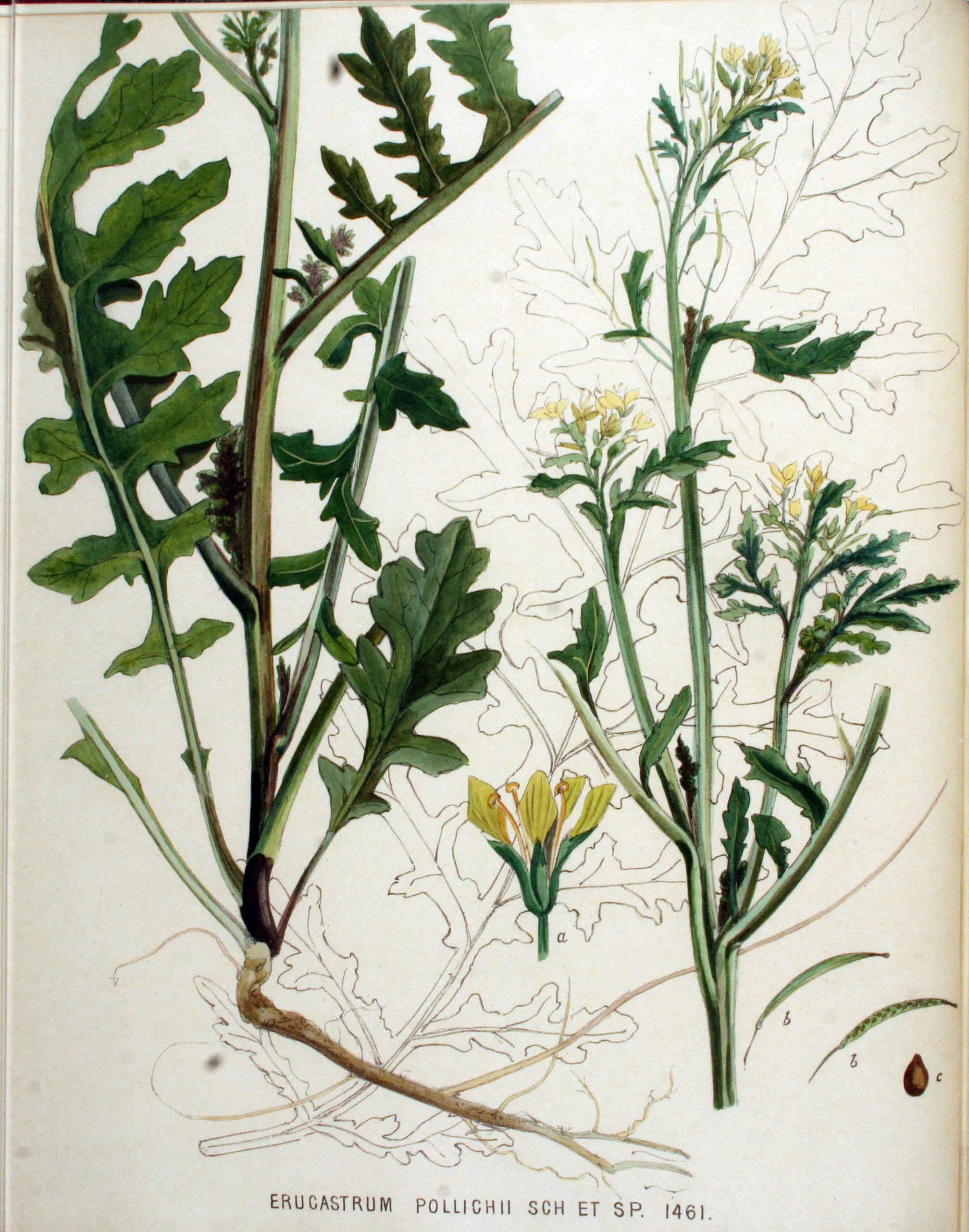
Illustration

### Vegetative Merkmale
Die Französische Hundsrauke ist eine ein- bis zweijährige krautige Pflanze und erreicht Wuchshöhen von 15 bis 60 Zentimetern. Der aufsteigende, verzweigte Stängel ist am Grunde behaart und meist schlaff. Die grundständigen Blätter und die unteren Stängelblätter sind oft ungeteilt, leierförmig und nur am Grund deutlich gelappt. Die wechselständig angeordneten Laubblätter sind fiederlappig bis fiederteilig, mit jederseits vier bis acht Blattabschnitten. Von diesen Blattabschnitten ist der Endabschnitt oft größer als die Seitenlappen. Die Seitenlappen sind gegen die Blattspitze zu stärker zusammenfließend; die untersten davon sind meist abstehend oder etwas vorwärts gerichtet. Sie erinnern daher im Schnitt mehr an das Raukenblättrige Greiskraut (Jacobaea erucifolia) als an das Jakobs-Greiskraut (Jacobaea vulgaris).

### Generative Merkmale
Die Blütezeit reicht von Mai bis Oktober. Die unteren Blüten stehen in den Achseln von fiederteiligen Deckblättern. Die Blütenstiele sind kahl. Die zwittrige Blüte ist vierzählig. Die vier fast aufrecht stehenden Kelchblätter sind 4 bis 5 Millimeter lang und etwas behaart. Die vier blassgelb-weißlichen, seltener goldgelben Blütenkronblätter sind 7 bis 8 Millimeter lang und 2 bis 3 Millimeter breit. Ihre Platte ist allmählich in den Nagel verschmälert. Die Staubbeutel sind wenig über 1 Millimeter lang. Der Fruchtstiel ist 5 bis 15 Millimeter lang. Die Fruchtstiele stehen meist unter 45° bis 60° ab. 
Die Schoten sind 25 bis 50 Millimeter lang. Sie sind meist deutlich sichelförmig nach oben gebogen.  Der Fruchtschnabel ist 2 bis 4 Millimeter lang, von der übrigen Frucht deutlich abgesetzt und er enthält keine Samen.  Die Samen sind bei einer Länge von 1 bis 1,3 Millimetern sowie einem Durchmesser von 0,6 bis 0,8 Millimetern länglich-eiförmig. 
Die Chromosomenzahl beträgt 2n = 30.

## Inhaltsstoffe
Die Samen der Französischen Hundsrauke enthalten Gluconapin und Sinigrin, aus denen Butylsenföl und Allylsenföl abgespalten werden. Die grünen Teile enthalten auch Gluconasturtiin.

## Vorkommen
Die Französische Hundsrauke ist ein vorwiegend subatlantisches Florenelement. Sie ist in Süd- und Mitteleuropa verbreitet. Es gibt Fundortangaben für die europäischen Länder Deutschland, Österreich, Schweiz, das nordwestliche Italien, Frankreich, das nordöstliche Spanien, Ungarn, Niederlande und Slowenien. Sie ist im übrigen Europa, in Nordamerika und auf den Bahamas ein Neophyt.
In Mitteleuropa tritt sie im Tiefland vereinzelt auf, ebenso im Schweizer Jura und in den Alpen; vom Mittelrhein bis zum Hochrhein, an Neckar und Donau (bis östlich von Wien) sowie im Alpenvorland findet man sie selten, und sie tritt dort meist nur unbeständig auf. Sie steigt bei St. Moritz bis in Höhenlagen von 1800 Metern auf.
Die Französische Hundsrauke gedeiht meist auf basenreichen, aber nur mäßig stickstoffhaltigen, etwas feuchten, lockeren, mit Sand durchsetzten Lehmböden.
Die ökologischen Zeigerwerte nach Landolt et al. 2010 sind in der Schweiz: Feuchtezahl F = 2w+ (mäßig trocken aber stark wechselnd), Lichtzahl L = 4 (hell), Reaktionszahl R = 4 (neutral bis basisch), Temperaturzahl T = 4+ (warm-kollin), Nährstoffzahl N = 3 (mäßig nährstoffarm bis mäßig nährstoffreich), Kontinentalitätszahl K = 2 (subozeanisch).
Die Französische Hundsrauke besiedelt Brachen und Hackfruchtäcker, „geht“ aber auch auf lückig bewachsenes Ödland, und sie wächst gelegentlich auf Bahnschotter und an Wegrändern. Sie ist eine Charakterart des Mercurialetum annuae aus dem Verband Fumario-Euphorbion, kommt aber auch in Pflanzengesellschaften des Verbends Sisymbrion vor.

## Ökologie
Auf der Französischen Hundsrauke wurde von Ernst Gäumann ein spezialisierter „Schmarotzerpilz“ entdeckt, Peronospora erucastri.

## Taxonomie
Die Erstbeschreibung erfolgte 1809 unter dem Namen (Basionym) Sisymbrium gallicum durch Carl Ludwig Willdenow in Enumeratio Plantarum Horti Botanici Berolinensis, ..., 678. Das Artepitheton gallicum bedeutet „französisch“. Die Neukombination zu Erucastrum gallicum (Willd.) O.E.Schulz wurde 1916 durch Otto Eugen Schulz in Botanische Jahrbücher für Systematik, Pflanzengeschichte und Pflanzengeographie Leipzig, 54, Beibl. 119, S. 56 veröffentlicht. Weitere Synonyme für Erucastrum gallicum (Willd.) O.E.Schulz sind: Erucastrum pollichii K.F.Schimp. & Spenn., Brassica ochroleuca (Gaudin) Soy.-Will., Hirschfeldia pollichii (K.F.Schimp. & Spenn.) Fritsch.